# Jerbandi, Devadurga
Jerbandi là một làng thuộc tehsil Devadurga, huyện Raichur, bang Karnataka, Ấn Độ.